# The Windows Of My Soul
《The Windows Of My Soul》은 2007년 5월 17일에 발매된 양파의 5집 앨범이다.

한국 대표 여가수 양파, ‘발라드 여왕’의 화려한 귀환
‘양파표 고급 발라드’로 음악의 혼을 담은 5집 앨범.

90년대 후반 한국 대표 여가수이자, 가요계의 ‘발라드 여왕’으로 불리우며, 최고의 인기를 누렸던 양파!
2007년 그녀가 ‘양파표 고급 발라드’로 음악의 혼을 담은 5집 앨범 ‘The windows of my soul’ 을 가지고 돌아 왔다.

90년대 한국 대표 여가수 양파는 누구?
호소력 짙은 목소리와 풍부한 가창력의 소유자 ‘양파’ 는 97년 혜성처럼 나타나 고교생 신드롬을 일으킨 장본인. 97년 ‘애송이의사랑’으로 데뷔해, ‘Forever With You (천사의 시)’, ‘괜찮아’ ‘다알아요’ ‘아디오’ ‘알고싶어요’등 의 수 많은 히트곡을 남기며, 2001년까지 식을 줄 모르는 인기로 가요계의 ‘양파 신드롬’을 일으켰다. 2001년 4집을 끝으로 그녀는 음악에 대한 욕심을 안고 버클리 음대에서 퓨전음악을 전공 하기 위해 유학을 떠나 이후 양파의 모습은 볼 수 없었다.

양파가 데뷔한지 어느새, 10년…양파를 그리워 하는 음악 팬들…그리고, 그녀의 화려한 귀환..
양파가 데뷔 한지 10년의 세월이 흐르고, 6년의 공백 기간 동안 양파의 음악팬 들은 그녀를
잊지 않고 있었다. 2007년 초부터 양파의 컴백설이 언론을 통해 공개되자, 음악 팬들로부터 폭발적인 지지를 얻었고, ‘2007년 가장 기다려 지는 가수’로 대중의 관심이 집중 됐다.
90년대 후반 양파의 음악을 들으며, 지내왔던 많은 음악 팬들은 양파의 목소리를 그리워 하며, 컴백을 손꼽아 기다려 왔다. 그토록 기다려 온 음악 팬들을 위해 그녀의 화려한 귀환은 시작 됐다.

이제, ‘애송이의 사랑’은 잊어라. ‘여인의 향기’로 매료 시키다.
2007년 기준으로, 10대의 아이돌 가수가 있다면, 정확히 10년 전에는 ‘양파’ 가 있었다.
데뷔 곡 ‘애송이의 사랑’ 하나만으로 호소력 깊은 목소리와 뛰어난 가창력으로 음악성을 인정 받으며 각 방송 라디오 와 음반 판매에서 폭발적인 반응을 얻으며, 최고의 인기를 누리게 됐다.
그런, 그녀는 더 이상 애송이가 아니다. ‘여인의 향기’를 풍기며 우리들을 매료 시킬 것이다. 더욱더 짙어진 호소력 깊은 목소리 와 양파표 음악성이 돋보이는 5집의 전 수록 곡을 듣는 순간 우리들의 감성을 자극해 자신도 모르게 심장의 고동이 빨라짐을 느낄 수 있을 것이다.

6년이란 긴 공백기를 깨고 돌아온 양파, 5집 앨범으로 ‘제2의 신드롬’을 일으킬 것인가?
모든 이들이 궁금해 하는 점이다. 양파의 5집을 듣는 순간 이 모든 의문점이나 모든 상상은 사라질 것이다. ‘역시, 양파다’ 라는 한 마디로 종지부를 찍을 5집 앨범 ‘The windows of my soul’ 은 한마디로 “양파표 고급 발라드”이다.

양파 5집 앨범 ‘The windows of my soul’ 은 발라드를 대표하는 양파표 마이너 팝 발라드. 포크 락 발라드, j-pop발라드, 블루스 펑키, 빅밴드 재즈까지 여러 색깔을 감상 할 수 있다.
무엇 보다 수록 되어 있는 모든 곡들의 장르별 포인트를 잘 찾아 내어, 아무도 흉내 낼 수 없는 그녀만의 독보적인 매력 보이스와 호소력 짙은 가창력이 감 상 포 인 트!!!

## 수록곡
| #            | 제목                        | 작사         | 작곡           | 편곡           | 재생 시간 |
| ------------ | --------------------------- | ------------ | -------------- | -------------- | --------- |
| 1.           | 〈Marry Me〉                | 양파         | 양파           | 미호           | 03:57     |
| 2.           | 〈나 때문에〉               | 최갑원       | 김도훈         | 김진환         | 04:17     |
| 3.           | 〈사랑... 그게 뭔데 TITLE〉 | 강은경       | 박근태         | 신민           | 04:00     |
| 4.           | 〈한 사람〉                 | 윤사라       | 김도훈         | 김도훈         | 03:50     |
| 5.           | 〈그대를 알고〉             | 윤사라       | 김도훈         | 신민           | 04:07     |
| 6.           | 〈Love Letter〉             | 최갑원       | 김도훈, 민영기 | 김도훈         | 04:00     |
| 7.           | 〈La Vie En Rose〉          | 양파         | 이승환 (Story) | 이승환 (Story) | 04:24     |
| 8.           | 〈울지 않는 법〉            | 양파         | 황성제         | 황성제         | 04:21     |
| 9.           | 〈기억해〉                  | 윤경         | 이승환 (Story) | 이승환 (Story) | 04:46     |
| 10.          | 〈잃어버린 시간을 찾아서〉  | 양파         | 김진환         | 김진환         | 04:19     |
| 11.          | 〈그녀를 버려요〉           | 양파         | PJ             | 김승현         | 03:53     |
| 12.          | 〈친절하네요〉              | 양파         | 양파           | 정재일         | 05:09     |
| 총 재생 시간 | 총 재생 시간                | 총 재생 시간 | 총 재생 시간   | 총 재생 시간   | 51:02     |